# گراوباندنر
گراوباندنر (انگلیسی: Graubündner) شرکت خدمات مالی و بانکداری سوئیسی است، که در سال ۱۸۷۰ تأسیس شد.